# Antonio Sánchez Esteve
Antonio Sánchez Esteve es un arquitecto español, nacido en Jerez de la Frontera, Cádiz en 1897 y fallecido en 1977. Autor representante del Racionalismo en la provincia de Cádiz.
Los años treinta suponen la irrupción del racionalismo y de la arquitectura moderna. Antonio Sánchez Esteve se convierte en el principal impulsor del movimiento al que secundan, en la capital gaditana, Manuel Fernández-Pujol y Rafael Hidalgo, y en Jerez de la Frontera, Fernando de la Cuadra y el arquitecto provincial Juan Luis Romero Aranda.

## Trayectoria
Desde 1924 ejerce como arquitecto municipal de Cádiz, lo que le unirá definitivamente a la ciudad sin que por ello abandone otros encargos. De un primer regionalismo, Colegio del Campo del Sur (1930-38), evoluciona hacia un "nítido racionalismo". A comienzos de los años treinta construye los cines Municipal (1930-35), y Gades (1933), a los que añade el edificio de la Transmediterránea (1940), en el Paseo de Canalejas, y los edificio Arcas  (calle Novena n.° 3) (1938), y de Almacenes Hermu (1939), en la zona del Palillero, en un claro contraste con lo todo anterior pero formando "parte integrada de la escena urbana del casco antiguo gaditano". Realizó también el Colegio Celestino Mutis (1939) y el Colegio de Santa Teresa (1940). En el extramuros, firma en 1930 el proyecto del Hotel Playa Victoria al que acompaña de la Piscina Municipal (1930-32), y jalona el recorrido hasta las Puertas de Tierra de pequeños chalets u hotelitos, especialmente entre el Transvaal y San José.
El relleno de los glacis de Puerta de Tierra abre dos nuevos sectores en la Avenida, Bahía Blanca y Santa María del Mar, a la vez que se urbaniza la antigua almadraba -junto a las antiguas cocheras de Comes- y el Paseo Marítimo. Todos estos sectores quedarán marcados por la factura racionalista, sobria y contenida, de Sánchez Esteve. Cerca del Hotel Playa proyecta la colonia Abarzuza (1940), de la que aún restan series de chalets; en la Avenida, tramo López Pinto, construye el de Francisco Cereghetty (1938), y el suyo propio (1937-38); y, en Bahía Blanca, las casas de Félix Castro, Antonio Gil Olarte (1940), y Manuel Cabo (1940), entre otras muchas.
Tras la explosión del polvorín de la Armada en agosto de 1947 y para impulsar el tráfico y la expansión del extramuros, Sánchez Esteve reordena las Puertas de Tierra, abriendo los dos grandes arcos que actualmente existen, e incorporando nuevo suelo que se destinará a equipamiento. Al propio arquitecto corresponden los proyectos de la Delegación de Trabajo y del Instituto Columela.
El aumento de la población en la década de los cincuenta le llevará a participar en la promoción de viviendas sociales y así lo hará en Trille (1955), y Cerro del Moro. Su última participación se circunscribe al entorno de la plaza de España donde proyecta un edificio para la Junta de Obras del Puerto, que no se lleva a cabo, y urbaniza los terrenos ganados al mar levantando los bloques de la Estación de Autobuses Comes y el n° 2 de la calle México, en lo que supone formalmente un acercamiento al Estilo Internacional. Fuera de esta síntesis quedan aún importantes muestras de su arquitectura tanto en la capital, Colegio de San Felipe Neri -extramuros- (1940-50), edificio del Olivillo (1942), Colegio Mayor Universitario Beato Diego (1944), Cine Andalucía (1947-49), edificio Trocadero (1949-50), colegios de los Salesianos (1962-64), de las Salesianas (1962-66), y de Jesús, María y José (1964), como distribuidas por la provincia, Cine Imperial, en La Línea de la Concepción (1938-40), casa de Raimundo Hidalgo, en Jerez (1946), Cine Almirante, en San Fernando (1947), y Cine Capitol, en Ubrique (1955).
En la preparación y ejecución de muchos de los proyectos citados, Sánchez Esteve contó con la colaboración de sus compañeros de la Oficina Técnica Municipal Rafael Hidalgo y Manuel Fernández-Pujol. Ya en la década de los cincuenta construye el Cine Imperial, en colaboración con García Mercadal (1952), la Fábrica de la Cruz Blanca (1958-61), y el Estadio Ramón de Carranza, siguiendo los planos de Muñoz Monasterio.

### Modificación Puertas de Tierra
Arcos abiertos en la Puertas de Tierra en los años 50.

### Cine Málaga-Cinema
El extinto Málaga Cinema, que cerró sus puertas en 1977, estaba ubicado en la plaza Uncibay de Málaga. Su patio de butacas y anfiteatro albergaban más de 1700 espectadores. Su fachada tipo Barco era muy singular. Poseía sala de pruebas para visionado de películas.

### Teatro-cine Torcal (1933-34)

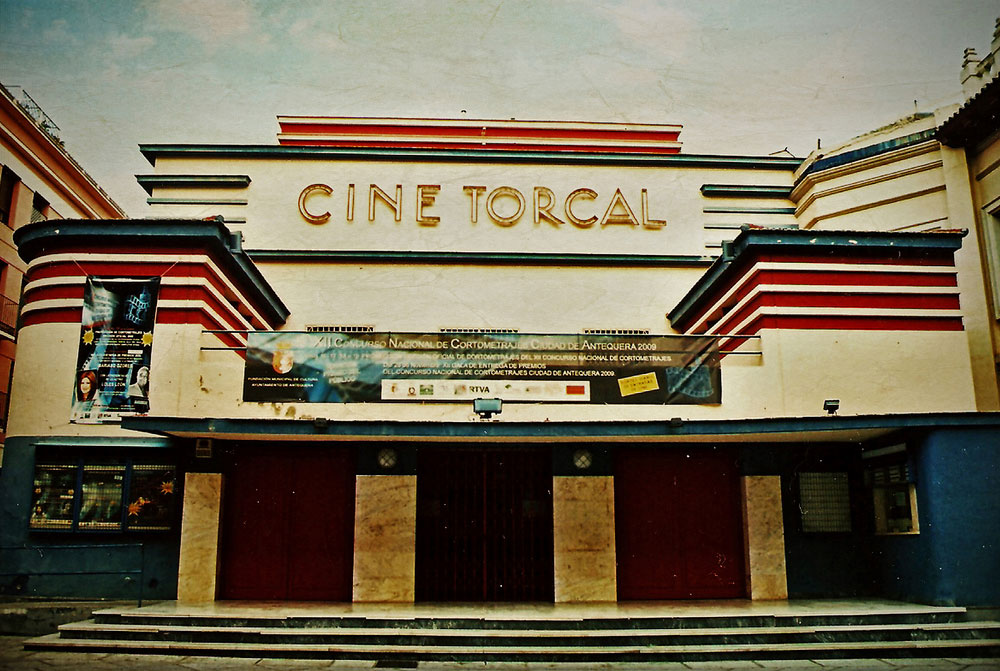
Fachada del cine Torcal, Antequera.

Situado en Antequera, es un interesante ejemplo de la arquitectura racionalista en Andalucía, se inserta dentro de la estética del art déco. Presenta características muy concretas de este movimiento que en el aspecto arquitectónico quedan plasmadas en este edificio, tanto en su concepción volumétrica como en sus programas decorativos. Este es el caso de la profusión de formas angulares, distribución regular de huecos y acusada simetría, cuerpos salientes laterales, bandas paralelas horizontales, etc.

### Cine Municipal (Cádiz)
El conjunto se resuelve con dos edificios imbricados; uno, con fachadas a la Plaza del Palillero, C/Javier de Burgos y C/ Novena, contenía en origen oficinas municipales y dependencias del cine; el otro, inserto entre medianeras y con posibilidad de acceso desde la C/Barrié, albergaba la sala de butacas. En la fachada a la Plaza se forma un chaflán de esquinas redondeadas coronadas por dos torreones evocadores de las torres-miradores de la arquitectura histórica gaditana. Los ventanales centrales de esa fachada se desarrollan horizontalmente, en tanto el resto de los huecos se encastran entre machones produciendo efectos de verticalidad, a su vez contrarrestados por los detalles decorativos bajo las ventanas y la cornisa que remata el cuerpo central. Antonio Sánchez Esteve, con la colaboración de los arquitectos Rafael Hidalgo y Alcalá del Olmo y Manuel Férnández- Pujol Fernández, diseñaron el inmueble que fue construido en 1936 por iniciativa municipal.